# Nuova Pallacanestro Pavia 2008-2009
La Nuova Pallacanestro Pavia 2008-2009, sponsorizzata Edimes, ha preso parte al campionato professionistico italiano di Legadue.

## Risultati
- Legadue:
  - stagione regolare: 8º posto su 16 squadre (15-15);
  - playoff: eliminazione ai quarti di finale da Soresina (1-3).

## Roster
| Giocatori |
| --------- |

|    | Naz.                   | Ruolo | Sportivo          | Anno | Alt. | Peso |  |
| -- | ---------------------- | ----- | ----------------- | ---- | ---- | ---- |  |
| 4  | Stati Uniti (bandiera) | A     | Thomas Mobley     | 1981 | 195  | 100  |  |
| 10 | Italia (bandiera)      | GA    | Martin Colussi    | 1981 | 193  | 90   |  |
| 11 | Italia (bandiera)      | AC    | Marco Ammannato   | 1988 | 200  | 105  |  |
| 15 | Austria (bandiera)     | C     | Bernd Volcic      | 1976 | 205  | 104  |  |
| 18 | Stati Uniti (bandiera) | G     | Paul Marigney     | 1983 | 192  | 92   |  |
| 19 | Italia (bandiera)      | A     | Jeff Viggiano     | 1985 | 196  | 92   |  |
| 20 | Stati Uniti (bandiera) | P     | Andrea Cinciarini | 1986 | 190  | 86   |  |

| Staff tecnico                      |
| ---------------------------------- |
| Allenatore: Stefano Salieri        |
| dal 21 novembre Walter De Raffaele |
| Assistente: Cesare Riva            |

| Giocatori acquisiti a stagione in corso |
| --------------------------------------- |

|    | Naz.              | Ruolo | Sportivo                             | Anno | Alt. | Peso |  |
| -- | ----------------- | ----- | ------------------------------------ | ---- | ---- | ---- |  |
| 12 | Italia (bandiera) | P     | Alessandro Bencaster dal 21 novembre | 1980 | 193  | 86   |  |
| 16 | Italia (bandiera) | A     | Andrea Pomenti dal 10 dicembre       | 1978 | 200  | 98   |  |
| 18 | Italia (bandiera) | C     | Roberto Casoli dal 16 gennaio        | 1972 | 206  | 107  |  |

| Giocatori ceduti a stagione in corso |
| ------------------------------------ |

|   | Naz.              | Ruolo | Sportivo                              | Anno | Alt. | Peso |  |
| - | ----------------- | ----- | ------------------------------------- | ---- | ---- | ---- |  |
| 8 | Italia (bandiera) | G     | Federico Zambrini fino all'8 dicembre | 1985 | 193  | 92   |  |
| 5 | Italia (bandiera) | P     | Federico Antinori fino al 2 gennaio   | 1975 | 190  | 90   |  |
| 6 | Italia (bandiera) | A     | Marco Evangelisti fino al 2 gennaio   | 1984 | 198  | 79   |  |

Legaduebasket: Dettaglio statistico